# Mohamed Salah Jedidi
  Mohamed Salah Jedidi  (àrab: محمد صالح الجديدي)  (Ghardimaou, 17 de març de 1938 - Tunis, 17 de març de 2014) fou un futbolista tunisià de la dècada de 1960.
Fou internacional amb la selecció de futbol de Tunísia. Pel que fa a clubs, destacà a Club Africain i AS Mégrine.